# Rudolf Brandsch (politikus)
Rudolf Brandsch (Medgyes, 1880. július 22. – 1953. szeptember 23.) erdélyi szász politikus, parlamenti képviselő.

## Életútja
Apja evangélikus lelkész volt Medgyesen. 1898 és 1903 között filozófiát és teológiát hallgatott Marburgban, Jénában, Berlinben és Kolozsváron. 1910-től a Monarchia 1918-as összeomlásáig parlamenti képviselő volt Budapesten. 1918. október 23-án a magyar parlamentben elmondott beszédében még kiállt a magyar állam területi egységéért, azonban a gyorsan változó politikai realitás tükrében megváltoztatta álláspontját. Miután 1919. január 1-jén tárgyalásokat folytatott Iuliu Maniuval, január 8-án a Szász Nemzeti Tanács és a központi választmány a medgyesi gyűlésen elfogadta és üdvözölte Erdély Romániához való csatlakozását.
1919-től 1933-ig a bukaresti parlamentben volt képviselő. 1919–1935 között a Romániai Német Párt vezetője, 1931–32-ben a kisebbségi ügyekért felelős államtitkár volt Nicolae Iorga kormányában. Ezt a romániai magyarok nehezményezték, mert úgy vélték, hogy az államtitkárságot a népesség arányának megfelelően magyar személynek kellene vezetnie. Brandsch a maga részéről úgy vélte, hogy a kisebbségi törvénynek különbséget kellene tennie az államhoz lojális németek és a határrevízióban érdekelt magyarok között.
1922-ben Brandsch és az észtországi Ewald Ammende kezdeményezésére megalakult az Európai Német Népcsoportok Szövetsége (Verband der deutschen Volksgruppen in Europa), melynek célja a különböző országokban élő német kisebbségek összefogása volt. A harmincas években Brandsch szembeszegült a romániai német nemzetiszocialista politikusokkal. 1945 januárjában megpróbált fellépni a romániai németek Szovjetunióba deportálása ellen. A kommunista hatalomátvétel után 1952. augusztus 12-én letartóztatták. 1953. szeptember 23-án, egyes források szerint a bukaresti Văcăreşti börtön kórházában, mások szerint a Prahova megyei doftanai börtönben halt meg.